# Kanadischer Schild

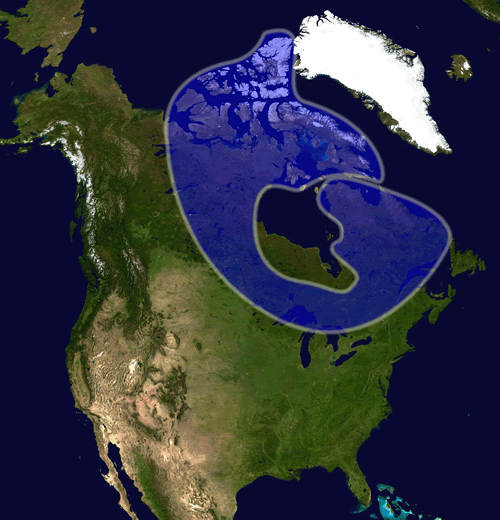
Kanadischer Schild

Der Kanadische Schild (auch: Laurentischer Schild) ist der geologische Kern des nordamerikanischen Kontinents. Er umfasst die nördliche Hälfte des Halbkontinents und besteht aus Gesteinen, die zum Teil aus der Anfangszeit der Erdgeschichte stammen. Während der letzten Kaltzeiten war der Kanadische Schild nahezu vollständig von Inlandeis bedeckt, seine Oberflächenformen sind noch heute davon geprägt.

## Lage
Der Kanadische Schild umfasst  im engeren Sinne die kanadischen Regionen Labrador, Nord-Québec, Nord-Ontario, die Hudsonbay-Niederung, die Nordwest-Territorien, das Yukon-Territorium und den Arktischen Archipel; im weiteren Sinne im Südosten auch die Regionen bis zum St.-Lorenz-Tiefland und im Südwesten bis Minnesota und Wisconsin. Insgesamt umfasst der Kanadische Schild ungefähr 4,8 Millionen Quadratkilometer.

## Geologie

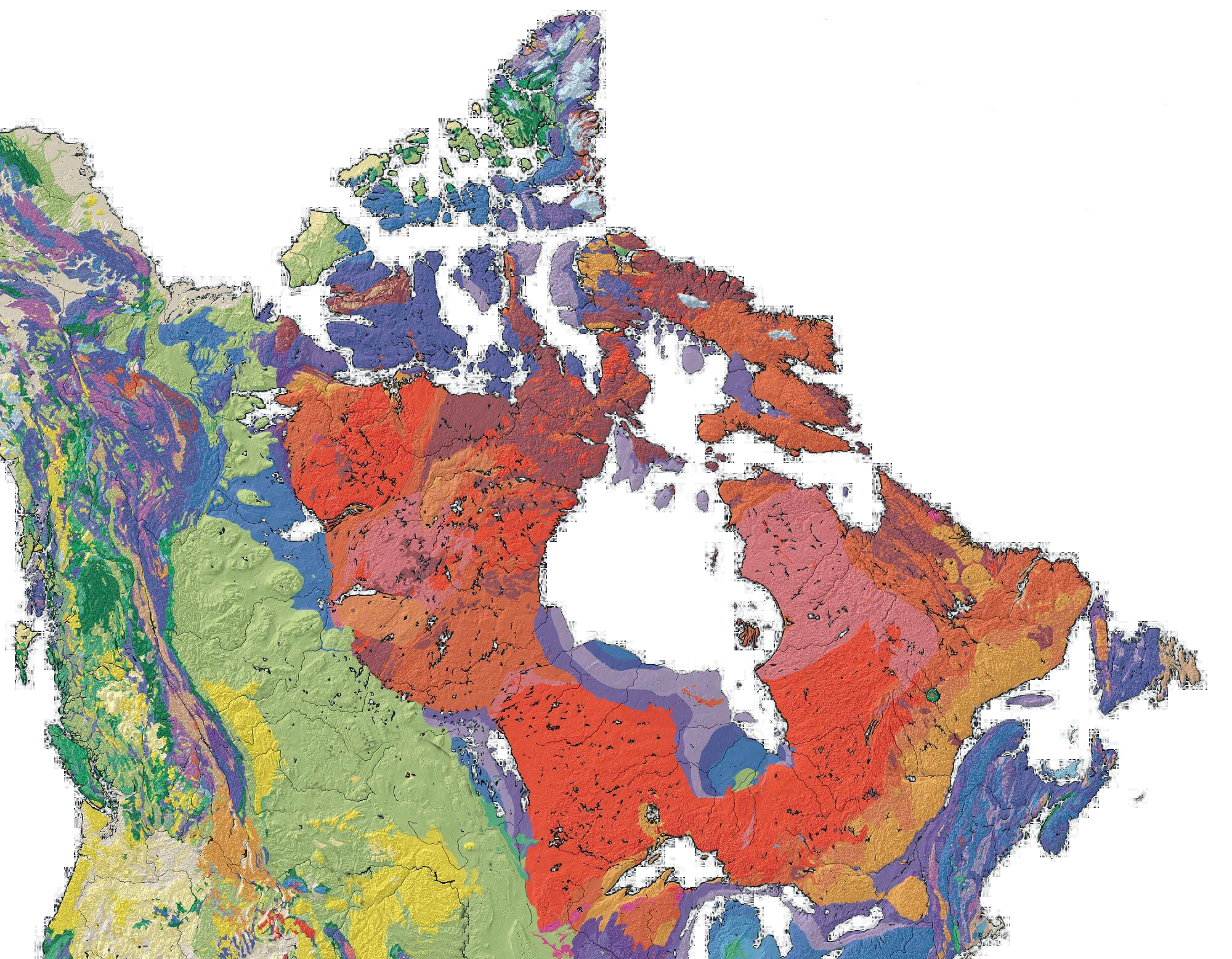
Geologie Kanadas: der Kanadische Schild in roten und braunen Farbtönen besteht aus präkambrischen Gesteinen

Die geologische Struktur Kanadischer Schild ist aus archaischen und proterozoischen Kristallingesteinen aufgebaut. Sie wird nach dem Alter und der Struktur der aufgeschlossenen Gesteine in mehrere archaische Kerne (Kratone) unterteilt, die durch Grünsteingürtel voneinander getrennt sind. Die größten und am besten erhaltenen davon sind der Nordamerikanische Kraton im Osten, der Superior-Kraton rund um die Hudson Bay und der Slave-Kraton im Nordwesten. Nicht immer zum Kanadischen Schild gerechnet wird der Wyoming-Kraton im Westen, er liegt in den Vereinigten Staaten.
Im Kanadischen Schild wurden die bislang weltweit ältesten bekannten Gesteine gefunden: im westlichen Teil im Slave-Kraton die Acasta-Gneise (4030 mya), im östlichen zentralen Teil im Superior-Kraton der Nuvvuagittuq-Grünsteingürtel (bis zu 4300 mya). Beide Gesteinseinheiten stammen aus dem Hadaikum.
Im Bereich der Hudson Bay werden die alten Gesteine teilweise von jüngeren Schichten des Mesozoikums überdeckt.

## Glaziale Überformung
Das Vordringen und spätere Abschmelzen des Inlandeises hat das riesige Gebiet glazial überformt und in eine sanft gewellte Fastebene mit wenigen herausragenden Hügeln und Bergrücken abgeschliffen, zwischen denen sich tausende von Seen und Eisstauseen bildeten. Der lockere Oberboden wurde von Eis und Schmelzwasser nach Süden hin wegtransportiert und im Bereich der Großen Seen abgelagert.
Nach dem Abschmelzen der gewaltigen Inlandeismassen hob sich das Gebiet als Ganzes und wölbte sich am Rande auf (Isostasie). Diese nacheiszeitliche Anhebung schuf neue Erosionsformen und kann als Ursache für die zahlreichen Stromschnellen und Wasserfälle angesehen werden. Weite Gebiete sind versumpft.

## Klima
Klimatisch ist der Kanadische Schild geprägt durch seine Öffnung gegen den kalten Norden und seine Lage im Bereich des Polarkreises. Das Klima ist streng kontinental, im Norden polar. Die Winter sind sehr kalt und lang und die Sommer kühl. Nördlich der −2-Grad-Jahresisotherme beginnt der Dauerfrostboden, durch den der Untergrund wasserundurchlässig ist, so dass sich in den Sommermonaten das Oberflächenwasser staut und sich Sümpfe bilden, eine ideale Brutstätte von riesigen Mückenschwärmen.

## Vegetation
Prägende Vegetationszone im Norden ist die Tundra, die sich bis zum Südufer von Großem Bärensee, Großem Sklavensee, Athabascasee und Hudsonbay ausdehnt. Daran grenzt im Süden der Streifen der nördlichen Nadelwälder (Taiga), der hier eine Breite von 1000 bis 1400 Kilometer hat. Am Südrand des Kanadischen Schilds schließen sich Mischwälder an, die auf den fruchtbaren Böden zwischen den Rocky Mountains und den Großen Seen vielfach für eine landwirtschaftliche Nutzung gerodet worden sind.
Der Kanadische Schild umfasst mehrere Ökozonen; die größte ist der Boreale Schild.